# Perrignier
Perrignier ist eine französische Gemeinde im Département Haute-Savoie in der Region Auvergne-Rhône-Alpes.

## Geographie
Perrignier liegt auf 550 m, acht Kilometer südsüdwestlich der Stadt Thonon-les-Bains (Luftlinie). Das Dorf erstreckt sich im Bas-Chablais, in einem von Moränen des eiszeitlichen Rhonegletschers geprägten Hügelland am Nordfuß der Savoyer Voralpen (Mont Forchat).
Die Fläche des 7,85 km² großen Gemeindegebiets umfasst einen Abschnitt des Bas-Chablais. Das Plateau, das leicht gegen Norden geneigt ist, wird vom Ruisseau du Redon und seinen Quellbächen nach Norden zum Genfersee entwässert. Nach Nordwesten erstreckt sich der Gemeindeboden in die ausgedehnten Waldungen der Forêt de Planbois. Im Nordosten reicht er auf den Hügel La Maladière, auf dem mit 753 m die höchste Erhebung von Perrignier erreicht wird.
Zu Perrignier gehören die Weilersiedlungen Brécorens (540 m) am Ruisseau de la Gurnaz, Le Petit Lieu (540 m), Fougueux (570 m) sowie Le Villard (623 m) am Südhang der Maladière. Nachbargemeinden von Perrignier sind Margencel und Allinges im Norden, Draillant im Osten, Cervens im Süden sowie Lully und Sciez im Westen.

## Geschichte
Einige Funde aus dem Neolithikum lassen auf eine sehr frühe Besiedlung des Gemeindegebietes schließen. Um 1150 wurde das Zisterzienserpriorat gegründet, das im 13. Jahrhundert in eine Abtei (Abbaye du Lieu) umgewandelt und 1536 beim Eroberungszug der Berner zerstört wurde. Von 1974 bis Ende des Jahres 2000 gehörte auch Draillant zu Perrignier. Seither ist es wieder eine selbständige Gemeinde.

## Sehenswürdigkeiten
Die Dorfkirche von Perrignier stammt von 1846, diejenige von Brécorens wurde 1848 bis 1851 neu erbaut. Von der ehemaligen Abtei sind die Kirche und einige Mauerfundamente erhalten.

## Bevölkerung
| Jahr                       | 1968 | 1973 | 1999 | 2006 | 2017 |
| Einwohner                  | 664  | 782  | 1357 | 1439 | 1845 |
| Quellen: Cassini und INSEE |      |      |      |      |      |

Mit 1882 Einwohnern (Stand 1. Januar 2022) gehört Perrignier zu den kleineren Gemeinden des Départements Haute-Savoie. In den letzten Jahrzehnten wurde ein kontinuierliches starkes Wachstum der Einwohnerzahl verzeichnet. Außerhalb des alten Dorfkerns entwickelten sich größere Einfamilienhausquartiere.

## Wirtschaft und Infrastruktur
Perrignier war bis weit ins 20. Jahrhundert hinein ein vorwiegend durch die Landwirtschaft geprägtes Dorf. Heute gibt es verschiedene Betriebe des lokalen Kleingewerbes sowie Bau- und Handelsfirmen. Westlich der Gemeinde hat sich eine Industrie- und Gewerbezone entwickelt. Zahlreiche Erwerbstätige sind Wegpendler, die in den größeren Ortschaften der Umgebung oder in Thonon-les-Bains ihrer Arbeit nachgehen.
Die Ortschaft liegt an der Verbindungsstraße D903, die von Saint-Cergues direkt nach Thonon-les-Bains führt. Weitere Straßenverbindungen bestehen mit Sciez, Draillant und Cervens. Im Weiteren wird das Gebiet von der Bahnlinie Annemasse–Thonon-les-Bains gequert; der Bahnhof befindet sich außerhalb des Dorfes in der Nähe des Industriequartiers.